# Bozzone
(Amato Amati, Dizionario corografico dell'Italia, 1870)
Il Bozzone è un torrente che scorre nel territorio comunale di Siena e di Castelnuovo Berardenga nel Chianti senese, e in quello di Asciano nelle Crete senesi.

## Geografia fisica
Il torrente Bozzone nasce nel Poggio Serravalle a 620 m. sul livello del mare presso Vagliagli nel comune di Castelnuovo Berardenga per poi attraversare il territorio comunale extraurbano di Siena e sfociare come affluente di destra nel fiume Arbia, a sua volta affluente del fiume Ombrone. Lungo 20,3 km, ha un bacino imbrifero di 57,08 km².
Il Bozzone dà il nome a due località: Pieve a Bozzone nel comune di Siena, e Ponte a Bozzone nel comune di Castelnuovo Berardenga. Attraversa per 11 km il comune di Siena, per 9 km il comune di Castelnuovo Berardenga, e per 1 km quello di Asciano.

## Affluenti
Il torrente Bolgione, caratterizzato dalla clamorosa varietà di specie, confluisce nel Bozzone all'altezza di Pieve a Bozzone.

## Galleria d'immagini

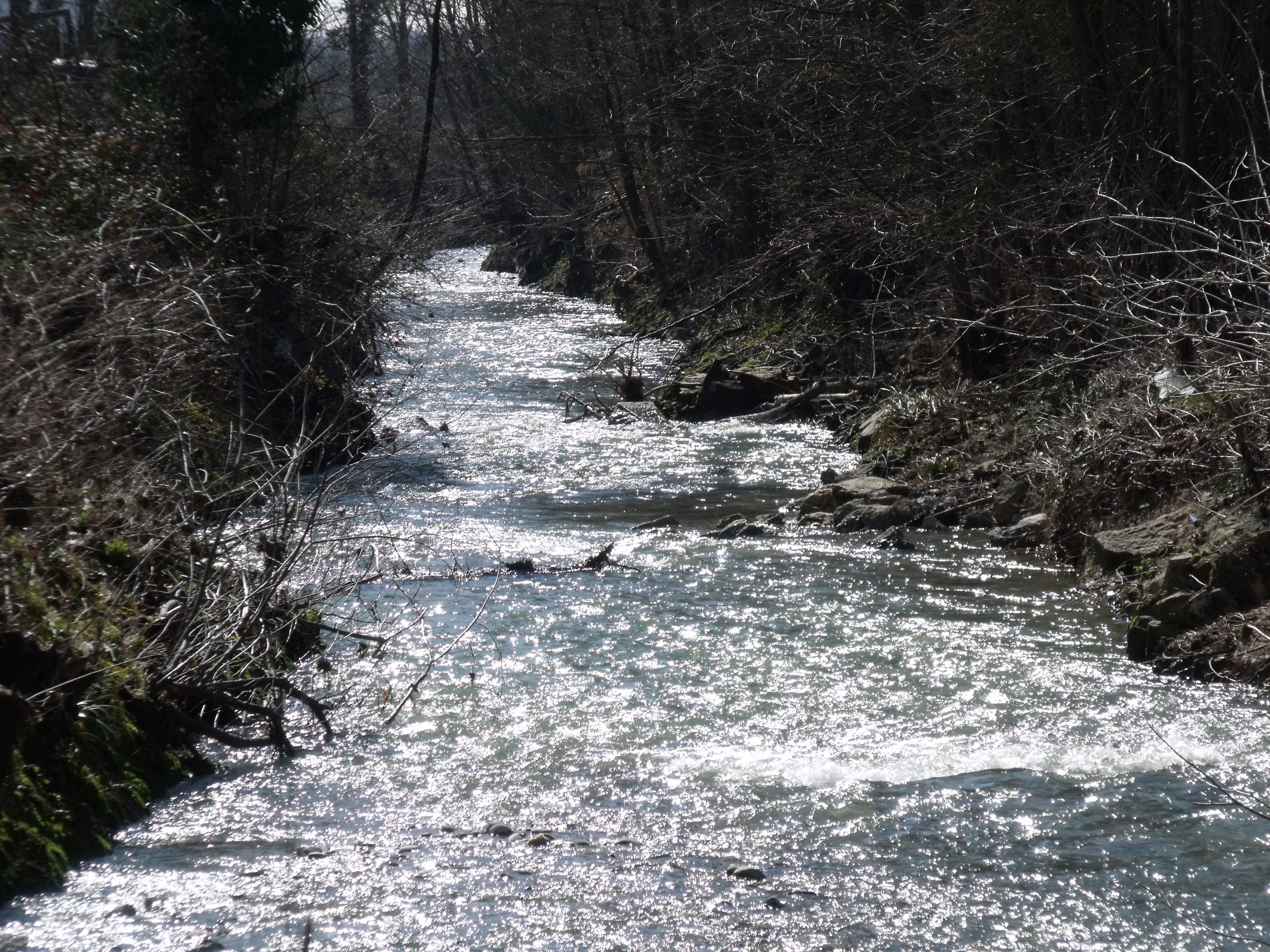
Il Bozzone nei pressi di Taverne d'Arbia
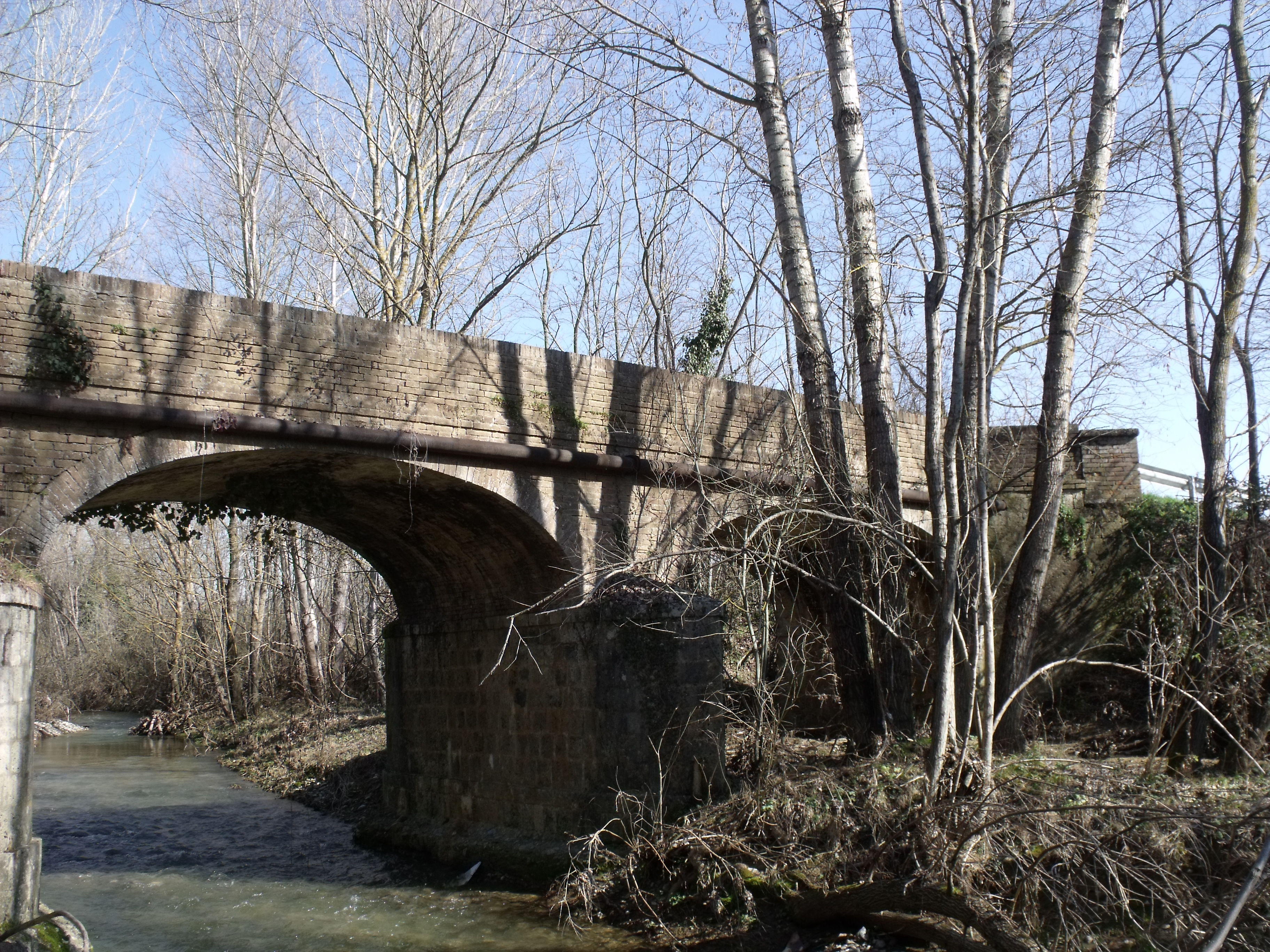
Il Bozzone nei pressi del ponte di Pieve a Bozzone
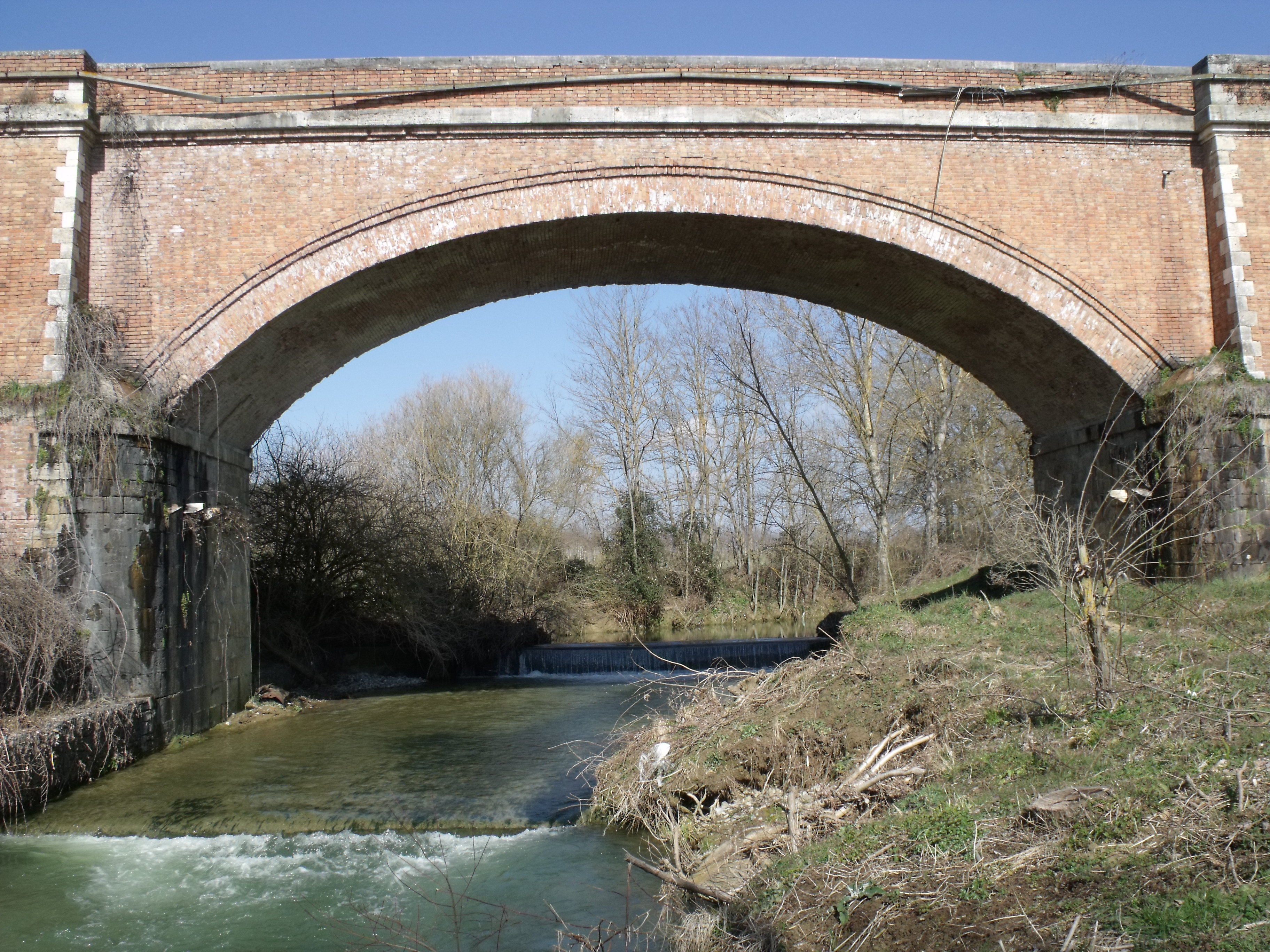
Il Bozzone nei pressi del ponte ferroviario di Taverne d’Arbia